# 세바스티앵 드 마이오
세바스티앵 드 마이오(프랑스어: Sebastian De Maio, 1987년 3월 5일 ~ )는 현재 세리에 A 우디네세에서 중앙 수비수로 뛰는 이탈리아계 프랑스의 축구선수이다.